# Palais de l'évêque Florian de Mokrsko
 (novembre 2023).
Le Palais de l'évêque Florian de Mokrsko est un palais de ville historique à Cracovie, situé rue Kanonicza 18. Il doit son nom à son résident Florian de Mokrsko, qui fut évêque de Cracovie dans les années 1367-1380. Vers 1540, la maison devint la possession de Jan Andrzej Valentino, médecin de la reine Bona et de Sigismond Ier. Après un incendie en 1544, la maison fut rénovée par son propriétaire, Stanisław Hozjusz. Le palais a été entièrement reconstruit dans les années 1560-1563 grâce au chanoine Marcin Izdbieński. D'autres reconstructions eurent lieu aux XVIIIe siècle et XIXe siècles. Les inscriptions au-dessus des fenêtres proviennent des œuvres de Solon, Cicéron et Ovide. La cour est ornée de décorations de sgraffites (trois vertus, une scène avec Saint Stanisław et Piotrowin, une galerie de portraits royaux). Actuellement, l'immeuble est le siège du Centre Jean-Paul II « N'ayez pas peur ».

## Galerie

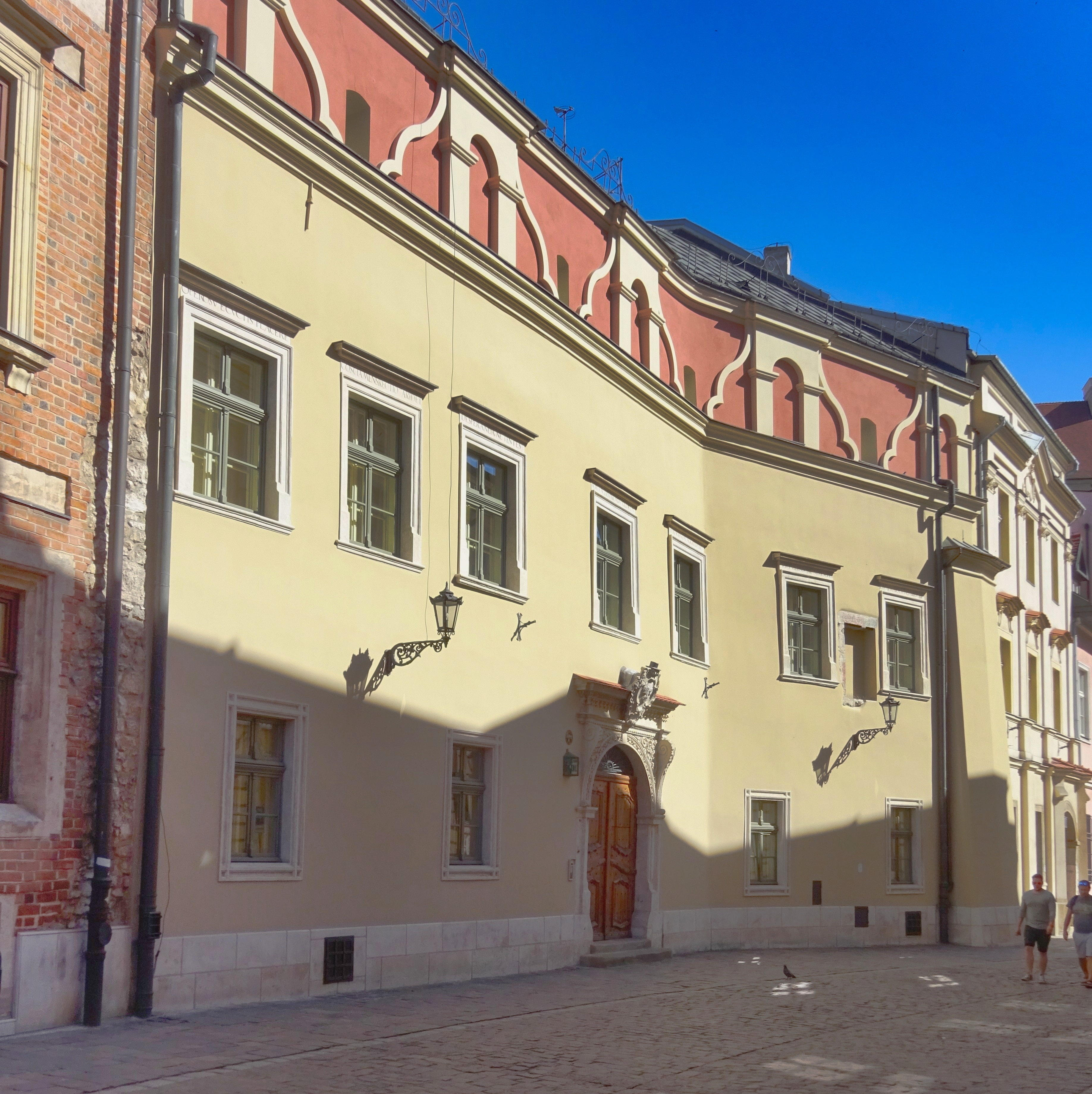
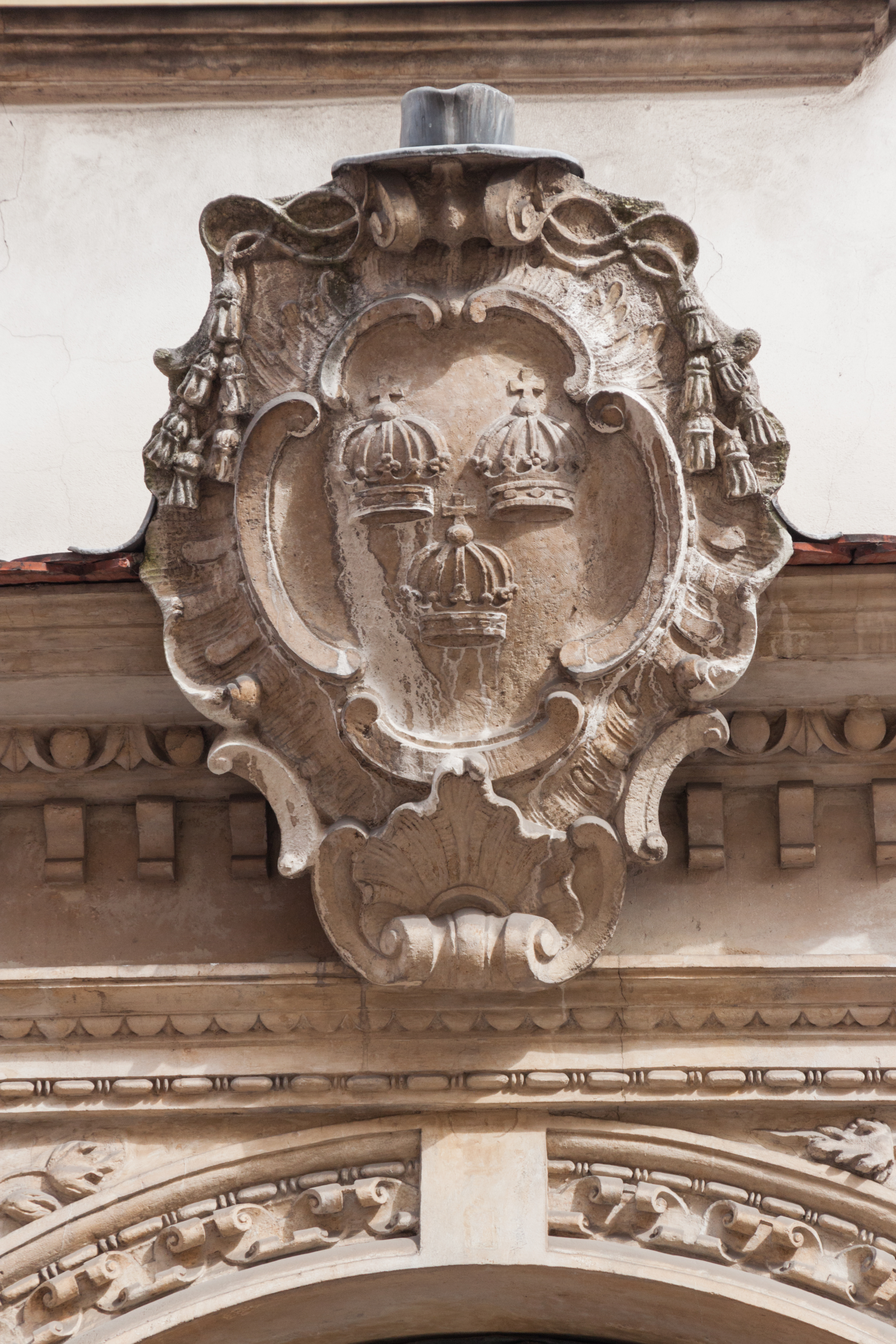
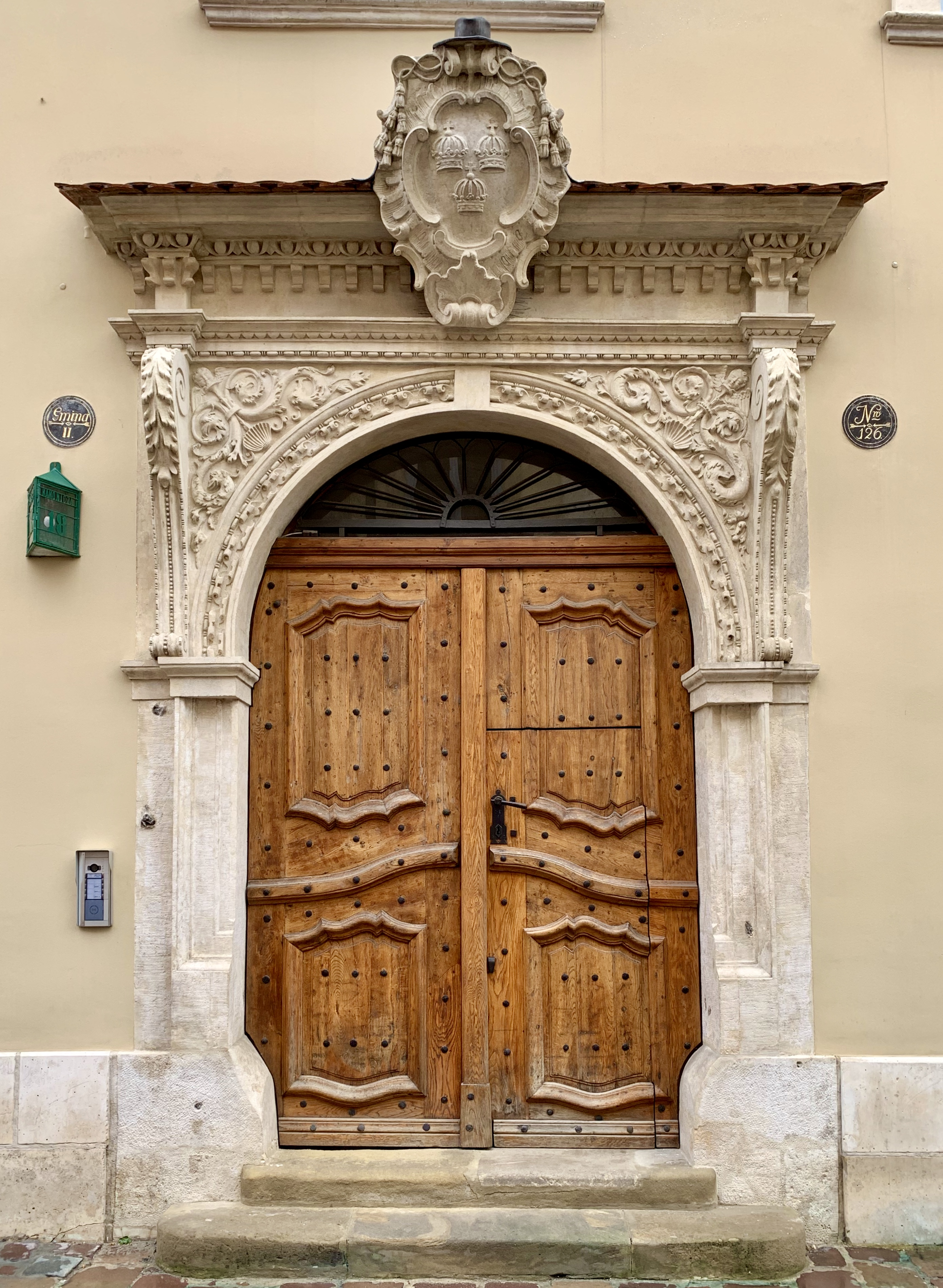

## Source de traduction
- (pl) Cet article est partiellement ou en totalité issu de l’article de Wikipédia en polonais intitulé « Pałac biskupa Floriana z Mokrska w Krakowie » (voir la liste des auteurs).